# Hal McKusick Quartet
Hal McKusick Quartet est un album de jazz du saxophoniste Hal McKusick. 

## Enregistrement
L'album est le huitième de la série East Coast Jazz Series de Bethlehem Records. Les arrangements et la plupart des compositions, enregistrées par un quartet sans piano, sont l'œuvre de Manny Albam.

### Musiciens
La session est enregistrée en 1955 par un quartet qui est composé de :
- Hal McKusick (as, cl), Barry Galbraith (g), Milt Hinton (b), Osie Johnson (d).

## Titres
| N°     | Titre                        | Compositeur                   | Durée |
| ------ | ---------------------------- | ----------------------------- | ----- |
| Face 1 |                              |                               |       |
| 1.     | Taylor Made                  | Manny Albam                   |       |
| 2.     | You Don't Know What Love Is  | Don Raye, Gene DePaul         |       |
| 3.     | They Can't That Away From Me | George Gershwin, Ira Gershwin |       |
| 4.     | Lullaby for Leslie           | Manny Albam                   |       |
| 5.     | Minor Matters                | Manny Albam                   |       |
|        |                              |                               |       |
| Face 2 |                              |                               |       |
| 6.     | Blue-Who                     | Manny Albam                   |       |
| 7.     | By-Ian                       | Manny Albam                   |       |
| 8.     | What's New                   | Bob Haggart, Johnny Burke     |       |
| 9.     | Interwoven                   | Manny Albam                   |       |
| 10.    | Give'Em Hal                  | Manny Albam                   |       |

## Discographie
- 1955, Bethlehem Records - BCP-16 (LP)

## Source
- Creed Taylor, Hal McKusick, Liner notes de l'album Bethlehem Records, 1955.